# Roanoke Rapids
La ville de Roanoke Rapids est dans le comté de Halifax, situé en Caroline du Nord, aux États-Unis.

## Démographie
| 1900  | 1910  | 1920  | 1930  | 1940  | 1950  |
| ----- | ----- | ----- | ----- | ----- | ----- |
| 1 009 | 1 670 | 3 369 | 3 403 | 8 545 | 8 156 |

| 1960   | 1970   | 1980   | 1990   | 2000   | 2010   |
| ------ | ------ | ------ | ------ | ------ | ------ |
| 13 320 | 13 508 | 14 702 | 15 722 | 16 957 | 15 754 |